# Traktaty Unii Europejskiej
Traktaty Unii Europejskiej – umowy międzynarodowe zawarte między państwami członkowskimi Unii Europejskiej, dające podwaliny pod organizację i porządek prawny Unii. Z punktu widzenia prawa międzynarodowego publicznego są to umowy międzynarodowe, jednak w stosunkach wewnętrznych (między państwami członkowskimi) ustanowiły one autonomiczny porządek prawny i są obecnie elementem prawa pierwotnego Unii Europejskiej.

## Traktaty
- Traktat ustanawiający Europejską Wspólnotę Węgla i Stali – podpisany w Paryżu 18 kwietnia 1951, wszedł w życie 23 lipca 1952. Był on rezultatem pomysłu i debaty nad powołaniem organizacji regulującej przemysł wydobywczy i stalowy. Traktat ten, zwany Paryskim powołał do życia Europejską Wspólnotę Węgla i Stali. Układ zawarło sześć państw – Francja, RFN, Włochy, Belgia, Holandia i Luksemburg. Obowiązywał on 50 lat, w 2002 kompetencje EWWiS przejęła Wspólnota Europejska.
- Traktat ustanawiający Europejską Wspólnotę Gospodarczą i Traktat ustanawiający Europejską Wspólnotę Energii Atomowej (Traktaty rzymskie) – dwie umowy międzynarodowe zawarte 25 marca 1957 przez sygnatariuszy Traktatu Paryskiego. Obie weszły w życie 1 stycznia 1958. Dotyczyła powołania nowych organizacji – Europejskiej Wspólnoty Gospodarczej oraz Europejskiej Wspólnoty Energii Atomowej. Pierwsza zapoczątkowała integrację gospodarczą, druga – współpracę nad wykorzystywaniem energii jądrowej w celach pokojowych. Traktaty rzymskie zostały w dużej mierze zastąpione w 1993 przez traktat z Maastricht ustanowiony rok wcześniej.
- Protokół w sprawie Antyli Niderlandzkich – 1962.
- Protokół (nr 36) w sprawie przywilejów i immunitetów Wspólnot Europejskich – 1965.
- Traktat ustanawiający Jedną Radę i Jedną Komisję Wspólnot Europejskich (Traktat fuzyjny) – ustanowiony 8 kwietnia 1965 w Brukseli wszedł w życie od 1 lipca 1967. Na jego mocy utworzono jedną Komisję Europejską i jedną Radę Ministrów dla wszystkich trzech Wspólnot. Traktat fuzyjny został formalnie uchylony poprzez traktat amsterdamski w 1999.
- Traktat zmieniający niektóre postanowienia budżetowe Traktatów ustanawiających Wspólnoty Europejskie i Traktatu ustanawiającego Jedną Radę i Jedną Komisję Wspólnot Europejskich – 1970.
- Traktat zmieniający niektóre postanowienia Protokołu w sprawie Statutu Europejskiego Banku Inwestycyjnego – 1975.
- Traktat zmieniający niektóre postanowienia finansowe Traktatu ustanawiającego Europejskie Wspólnoty Gospodarcze oraz Traktatu ustanawiającego Jedną Radę i Jedną Komisję Wspólnot Europejskich – 1975.
- Akt dotyczący wyboru przedstawicieli do Zgromadzenia w powszechnych wyborach bezpośrednich – 1976.
- Traktat zmieniający Traktaty ustanawiające Wspólnoty Europejskie w odniesieniu do Grenlandii – 1984.
- Jednolity akt europejski – umowa międzynarodowa zawarta w 1986 dotycząca kwestii Europejskiej Współpracy Politycznej, utworzenia Rady Europejskiej, wzmocnienia roli Parlamentu Europejskiego oraz utworzenia rynku wewnętrznego (zasada swobodnego przepływu osób, towarów, kapitału i usług). Wszedł w życie w lipcu 1987.
- Traktat o Unii Europejskiej (Traktat z Maastricht) – podpisany 7 lutego 1992 w holenderskim Maastricht, wprowadzony w 1993. Zadecydował o pogłębieniu integracji, m.in. poprzez ustanowienie Unii Gospodarczej i Walutowej. Poszerzono też dotychczasową formułę integracji, opartą odtąd o trzy filary – Wspólnoty Europejskie, wspólną politykę zagraniczną i bezpieczeństwa oraz współpracę policyjną i sądową w sprawach karnych – tworzące razem nową organizację: Unię Europejską, która nie posiadała jednak podmiotowości prawa międzynarodowego.
- Traktat Amsterdamski zmieniający Traktat o Unii Europejskiej. Traktaty ustanawiające Wspólnoty Europejskie i niektóre związane z nimi akty – podpisany 2 października 1997, obowiązujący od 1 maja 1999. Wprowadził możliwość sankcji dla państw członkowskich łamiących standardy demokratyczne, wzmocnił pozycję Trybunału Sprawiedliwości i Parlamentu Europejskiego oraz uprościł traktaty założycielskie. Podjęto też w nim próbę koordynacji polityki zatrudnienia w krajach UE.
- Akt zmieniający protokół w sprawie Statutu Europejskiego Banku Inwestycyjnego – 1999.
- Traktat z Nicei zmieniający Traktat o Unii Europejskiej. Traktat ustanawiający Wspólnotę Europejską oraz niektóre związane z nimi akty prawne (Traktat z Nicei) – reforma struktur UE przed jej rozszerzeniem o kolejne 10 państw. Traktat podpisano 26 lutego 2001 w Nicei, wszedł on w życie 1 lutego 2003. Dotyczy przede wszystkim zasad ustalania składu Komisji Europejskiej, podziału miejsc w rozbudowanym PE oraz sposobu podejmowania decyzji w Radzie Unii Europejskiej.
- Decyzja Rady zmieniająca Akt dotyczący wyboru przedstawicieli do Parlamentu Europejskiego w powszechnych wyborach bezpośrednich – 2002.
- Deklaracja z okazji 50. rocznicy podpisania Traktatów Rzymskich – ustanowiona 25 marca 2007 w Berlinie w czasie nieformalnego szczytu przywódców państw Unii Europejskiej. Dotyczy zobowiązania do poszukiwania konsensusu w kwestii konstytucji europejskiej.
- Traktat z Lizbony zmieniający Traktat o Unii Europejskiej i Traktat ustanawiający Wspólnotę Europejską – "zastąpił" nieratyfikowany Traktat ustanawiający Konstytucję dla Europy. Zawiera wiele elementów z nieprzyjętego traktatu. Zmodyfikował organizację Unii Europejskiej; nadał jej podmiotowość prawną. Przywódcy państw UE złożyli na nim swe podpisy w dniu 13 grudnia 2007; traktat wszedł w życie 1 grudnia 2009

### Traktaty akcesyjne
- Traktat akcesyjny z 1972 – ustanowiony 22 stycznia 1972 w Brukseli – dotyczył przystąpienia Danii, Irlandii oraz Wielkiej Brytanii do Wspólnoty Europejskiej w 1973[1].
- Traktat akcesyjny z 1979 – ustanowiony 28 maja 1979 w Atenach – zadecydował o włączeniu Grecji w struktury WE w 1981.
- Traktat akcesyjny z 1985 – ustanowiony 12 czerwca 1985 w Madrycie i Lizbonie – decyzja o akcesji Hiszpanii i Portugalii.
- Traktat akcesyjny z 1994 – ustanowiony 24 czerwca 1994 w Korfu – rozszerzenie Unii Europejskiej o Austrię, Finlandię i Szwecję[2].
- Traktat o przystąpieniu do Unii Europejskiej Czech, Estonii, Cypru, Łotwy, Litwy, Węgier, Malty, Polski, Słowenii i Słowacji (Traktat Akcesyjny 2003, Traktat ateński) – ustanowiony 16 kwietnia 2003 w Atenach – dotyczył przystąpienia wymienionych 10 państw.
- Traktat dotyczący przystąpienia Bułgarii i Rumunii do Unii Europejskiej – ustanowiony 13 kwietnia 2005 w Luksemburgu – umożliwił rozszerzenie UE o Rumunię i Bułgarię.
- Traktat akcesyjny z 2011 – ustanowiony 9 grudnia 2011 w Brukseli – umożliwił rozszerzenie UE o Chorwację

Odrzucone przez obywateli
- Norwegia 1972, pierwsze odrzucenie akcesji, premier Trygve Bratteli podał się do dymisji;
- Norwegia 1994, po raz drugi Norwedzy w referendum powiedzieli „nie” dla akcesji.

### Nieratyfikowane
- Traktat ustanawiający Europejską Wspólnotę Obronną – zawarty 27 maja 1952 przez sześć państw EWWiS, został jednak usunięty z porządku obrad francuskiego Zgromadzenia Narodowego przed ratyfikacją. Oznaczało to rezygnację z utworzenia EWO.
- Traktat ustanawiający Konstytucję dla Europy – traktat opracowywany w latach 2001–2003 przez Konwent Unii Europejskiej. Z założenia miał składać się z czterech części i nadawać UE osobowość prawną. Zastąpiłby Traktaty Rzymskie i Traktat z Maastricht. Tzw. Konstytucja UE została jednak odrzucona w referendach we Francji i Holandii. Wiele jego elementów znalazło się w Traktacie z Lizbony.
- Pakt fiskalny

### Inne związane z UE
- Układ z Schengen – umowa z 14 czerwca 1985 dotycząca zniesienia kontroli na granicach, w zamian wzmacniający współpracę w polityce bezpieczeństwa i polityce azylowej. Do strefy Schengen należy obecnie 25 państw Unii Europejskiej (bez Irlandii i Cypru) oraz Islandia, Norwegia, Szwajcaria i Liechtenstein.